# NGC 49
NGC 49 ist eine Linsenförmige Galaxie vom Hubble-Typ S0 im Sternbild Andromeda am Nordsternhimmel. Sie ist schätzungsweise 222 Millionen Lichtjahre von der Milchstraße entfernt und hat einen Durchmesser von etwa 85.000 Lichtjahren.
Im selben Himmelsareal befinden sich unter anderem die Galaxien NGC 48, NGC 51, IC 1535, PGC 212487.
Das Objekt wurde am 7. September 1885 vom amerikanischen Astronomen Lewis A. Swift entdeckt.